# DJ Luna
DJ Luna, artistnamn för Richard de Mildt, född 26 augusti 1977 i Haag, är en nederländsk musikproducent och DJ inom techno, hardcore techno och hardstyle.
Mildt började spela 1991. Han upptäcktes 1999 av representanter för Q-Dance när han ersatte DJ Pavo, som hade fått ställa in på grund av sjukdom. Till en början spelade han mestadels hardcore och oldschooltechno. Tillsammans med DJ Trilok och Chiren spelar han i gruppen DHHD.